# Magliophis exiguum
Magliophis exiguum är en ormart som beskrevs av Cope 1863. Magliophis exiguum ingår i släktet Magliophis och familjen snokar. Utöver nominatformen finns också underarten M. e. exiguum.
Arten förekommer på Puerto Rico och på Jungfruöarna. Honor lägger ägg.